# Ospedali Riuniti di Bergamo

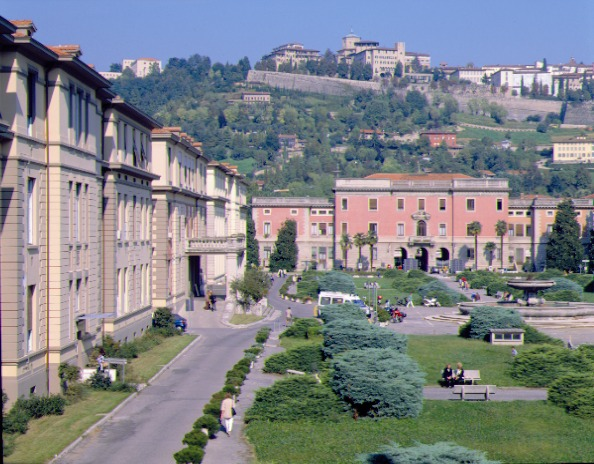
Veduta del complesso ospedaliero

Gli Ospedali Riuniti di Bergamo sono stati un'azienda ospedaliera pubblica.

## Storia
L'ospedale nasce il 5 novembre 1457 al tempo della Serenissima quando, su iniziativa del vescovo Giovanni Barozzi, con il beneplacito di Venezia e di Papa Pio II viene istituito l'Ospitale Grande di San Marco.
L'ultima struttura dell'Ospedale Maggiore (utilizzata fino a dicembre 2012) viene costruita a partire dal 1927 e nel 1930, dopo tre anni dalla posa della prima pietra, viene inaugurato l'Ospedale Maggiore "Principessa di Piemonte", che con la sua struttura di 30.000 m2, estesa su una superficie di ben 150.000 m2 metri quadrati, 1.000 posti letto, servizi e attrezzature all'avanguardia (pareti dipinte, riscaldamento centralizzato a nafta, impianto di fornitura di energia elettrica di emergenza, funzionante mediante batterie di accumulatori a comando automatico, impianto di segnalazioni acustiche e luminose, rete telefonica, celle frigorifere, elevatori e furgoncini per il rapido trasporto di pazienti e materiali, arredamenti ex novo, impianti di sterilizzazione a vapore, gas ed elettrici) era quanto di meglio ci fosse in Italia. Per raggiungere la stessa fu appositamente prolungata la linea 2 della rete tranviaria di Bergamo.
L'ospedale si declinava in 8 reparti: Medicina, Chirurgia, Maternità, Oculistica, Pediatria, Dermosifilopatia, Tubercolotici e Isolamento.
Negli anni settanta l'Ospedale Maggiore cambia nome assumendo quello di Ospedali Riuniti di Bergamo.
L'Azienda Ospedaliera aderisce alla rete internazionale Health Promoting Hospitals nell'ambito del programma dell'Ufficio Europeo dell'Organizzazione Mondiale della Sanità.
All'interno della struttura sono stati eseguiti diversi trapianti d'avanguardia (multiviscerale in un bambino di 17 mesi, combinato di polmone e fegato ad un ventitreenne, di polmoni per una bambina di 6 anni, intestino ad un bambino sotto i dieci anni) e altri delicati interventi (impianto di valvola polmonare senza circolazione extracorporea).
Con 1.200 posti letto accreditati, oltre 900 posti letto attivi, 3.800 dipendenti, la struttura di Largo Barozzi agli inizi del XXI secolo è diventata obsoleta e inadeguata.
Per adeguarsi alle nuove esigenze del territorio bergamasco e per garantire l'efficienza delle cure e dei servizi erogati è stato realizzato, nel quartiere del Villaggio degli Sposi, il nuovo Ospedale Papa Giovanni XXIII.
Il 27 ottobre 2021 è avvenuta la cerimonia di inaugurazione come nuova sede dell’Accademia della Guardia di Finanza nei vecchi edifici dell'ospedale.

## Servizi offerti
Come riportato nella Carta dei Servizi, gli obiettivi fondamentali per l'ospedale erano i seguenti:
- Erogazione di prestazioni con la migliore qualità possibile e con risorse adeguate.
- Consolidare il ruolo di ospedale cittadino, punto di riferimento per l'emergenza, i trapianti (1.920 trapianti d'organo eseguiti dal 1985), l'oncologia e le malattie cardiovascolari.
- Garantire la riservatezza delle informazioni relative alla situazione sanitaria e personale degli operatori e dei pazienti.
- Garantire un'adeguata conoscenza circa la sicurezza e l'efficacia di tutte le pratiche diagnostiche e terapeutiche.
- Perseguire lo sviluppo e la valorizzazione delle competenze professionali di elevata specializzazione, anche attraverso lo svolgimento di attività di formazione, in collaborazione con l'Università degli Studi di Milano-Bicocca, finalizzata a trasferire alla clinica le conseguenze e i metodi della ricerca.
- Confermare il proprio ruolo di riferimento nell'area dell'emergenza-urgenza di alta specializzazione.
- Formare i futuri professionisti dell'Azienda Ospedaliera.
- Sviluppare e mantenere in piena efficienza il proprio patrimonio tecnologico (vedi per esempio l'utilizzo della gamma camera a due teste, la sperimentazione di ELIOT, il trattamento intraoperatorio per la cura del tumore alla mammella).

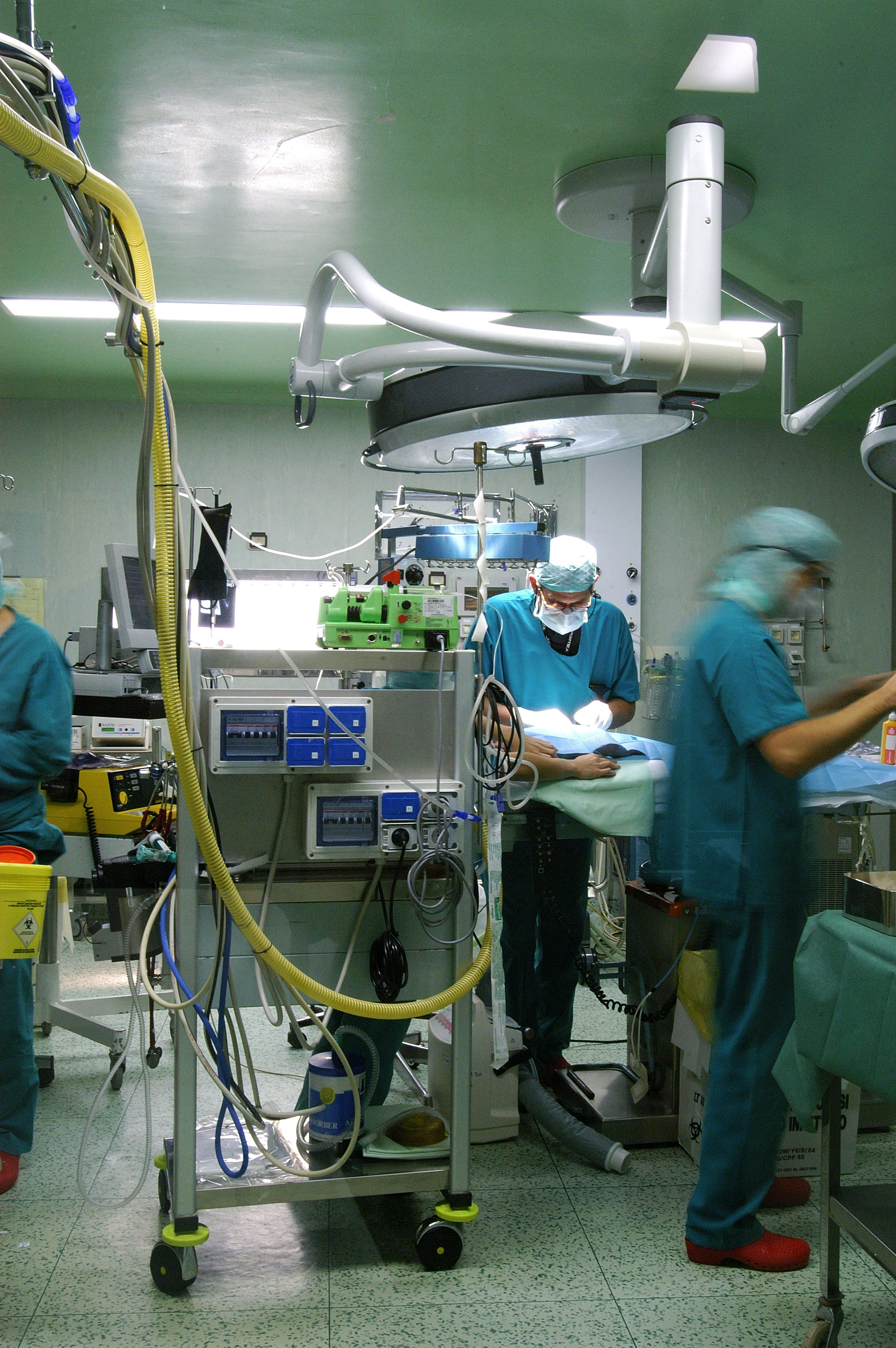
Una sala operatoria

Inoltre si adopera alla sensibilizzazione dei cittadini nei confronti di specifiche patologie, attraverso l'organizzazione di eventi ad hoc (come "Alt al fumo", iniziativa organizzata dalla USC di Pneumologia, volta a rendere consapevoli dei rischi correlati alla sigaretta, stimolando l'abbandono dell'abitudine al fumo) e l'adesione a progetti locali e nazionali, come quello di Cardiologia aperta o alla Settimana della prevenzione andrologica.
Istituti di Ricerca e Università italiane e straniere collaboravano da diversi anni con la struttura.
Grazie alla collaborazione con l'Ospedale Niguarda di Milano, per esempio, il 4 aprile 2006 è stato possibile eseguire, per la prima volta nella storia dell'Azienda, un trapianto di fegato da vivente, da padre a figlio.
Risultato della sinergia tra gli Ospedali Riuniti, l'Asl di Bergamo, le Cliniche Humanitas Gavazzeni, il policlinico San Marco di Zingonia e l'azienda ospedaliera di Treviglio, il 118 di Bergamo ha attivato nel settembre 2005 la  telecardiologia, una rete di emergenza per la diagnosi ed il trattamento della sindrome coronarica acuta.
Sul fronte internazionale si è avuto il gemellaggio con l'Ospedale Alvarez di Buenos Aires e nell'ambito della ricerca la collaborazione con l'Università Yale e l'accordo con l'Università di Maastricht, finalizzati allo sviluppo di progetti di ricerca in ambito clinico-sanitario.

In campo internazionale, l'impegno dell'Azienda si estende anche alla partecipazione a missioni umanitarie, tanto che nel maggio scorso il Consiglio regionale della Lombardia ha conferito agli Ospedali Riuniti di Bergamo la medaglia d'oro al valor civile per l'opera di cooperazione umanitaria internazionale prestata in Palestina dalle équipe di cardiochirurgia pediatrica.
La struttura si è distinta anche in ambito internazionale offrendo in occasione del conflitto israelo-libanese, la fornitura di medicinali, il ricovero e la cura di quattro donne libanesi ferite negli scontri. Sempre nello stesso ambito è attivo un gemellaggio con la Moldavia.
Dal 1996 è stato creato l'Ufficio Relazioni con il Pubblico, per rispondere alle esigenze del pubblico.

## Luoghi di culto
Il 20 settembre 2019, l'Associazione Musulmani si è aggiudicata all'asta l'antica chiesa dei cappuccini, divenuta nel XX secolo la cappella dell'ospedale "Giovanni XXIII". L'edificio, che sarà trasformata in una moschea, è stato messo in vendita dall'ospedale "Giovanni XXIII", struttura che appartiene agli Ospedali Riuniti, a loro volta dipendenti dalla Regione Lombardia.